# Витезда
„Витезда“ (на иврит: בית חסדא) е древна къпалня в Йерусалим, Израел.
Тя е описана в Новия завет като място, на което болни хора очакват да бъдат магически излекувани и където Иисус Христос извършва чудо, излекувайки парализиран.[Иоан. 5:2 – 17] Днес тя обикновено се свързва с останките от древен басейн недалеч от църквата „Света Анна“ в Стария град.